# Leucodon
Leucodon är ett släkte av bladmossor som beskrevs av Schwägr.. Leucodon ingår i familjen Leucodontaceae.

## Bildgalleri

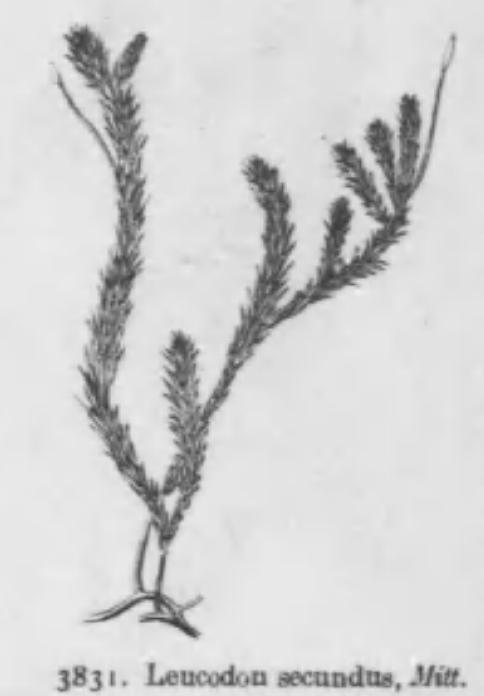
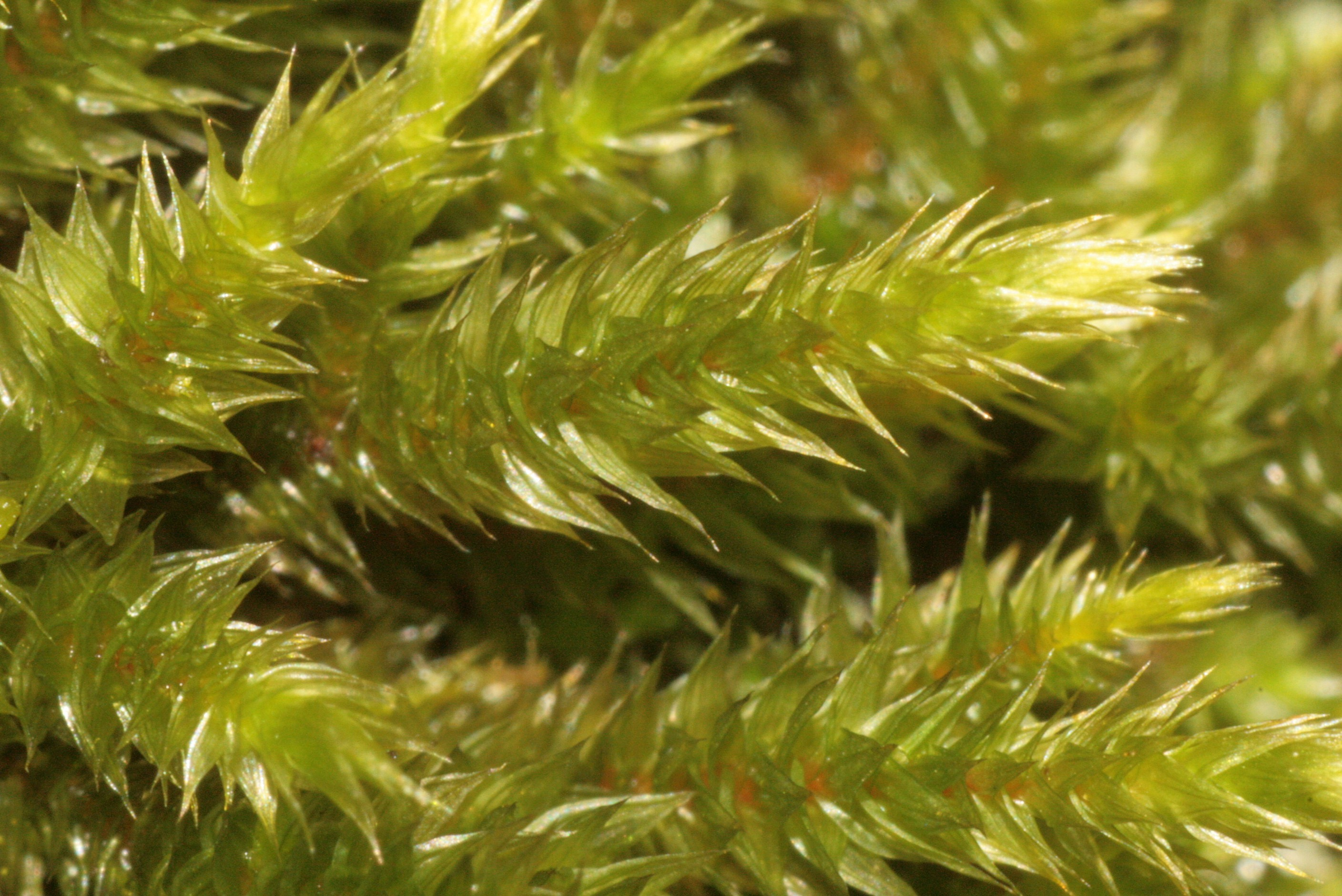
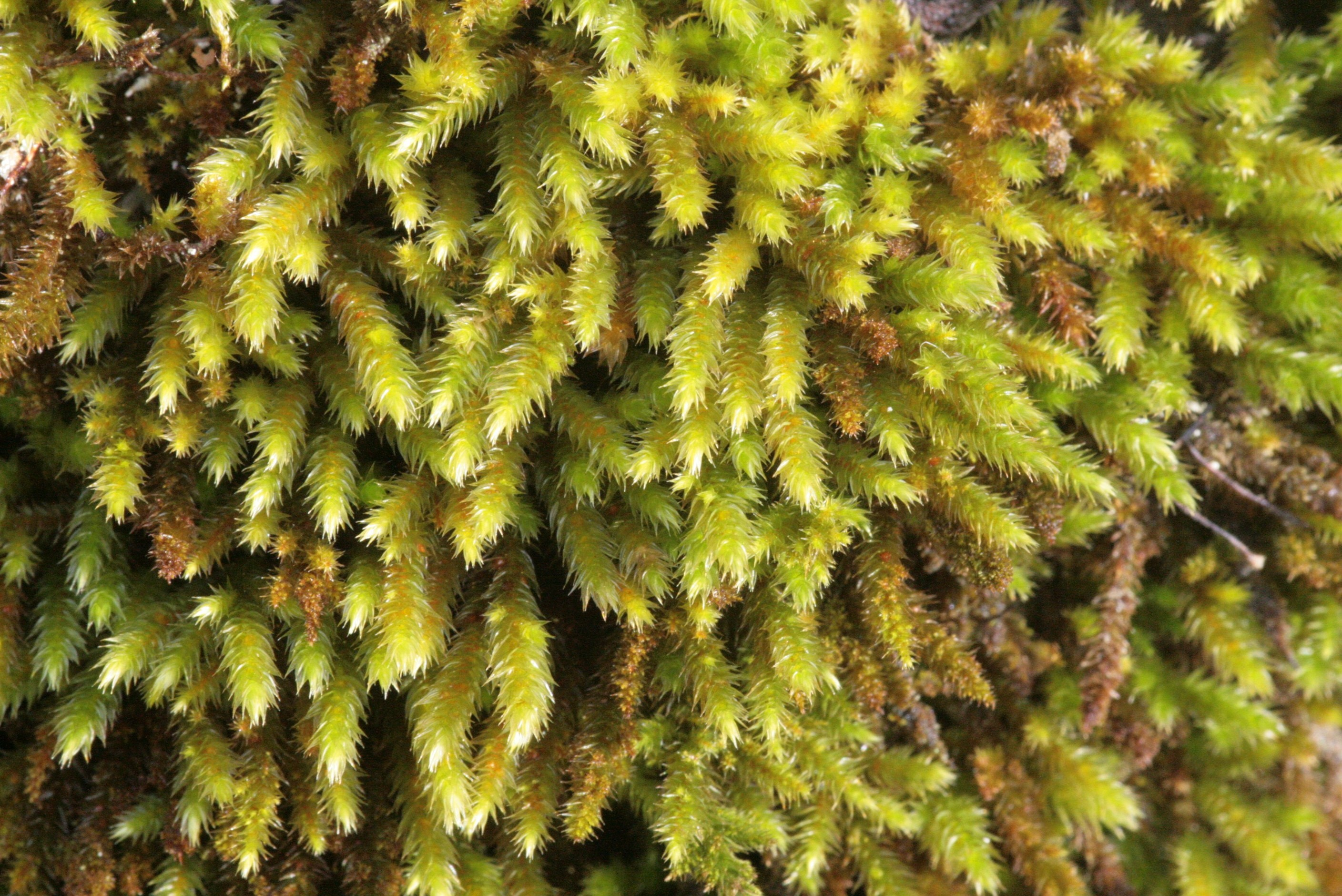
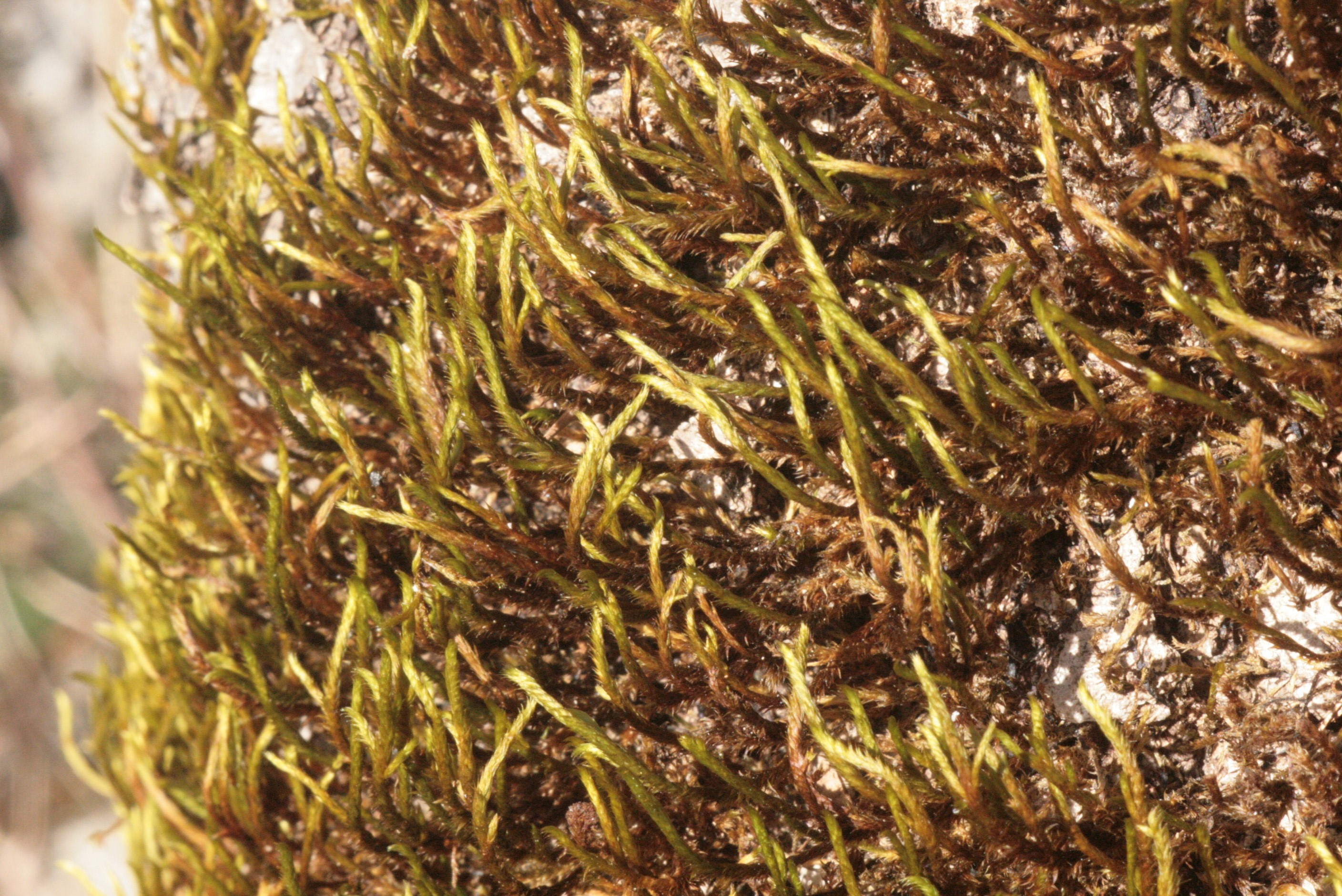
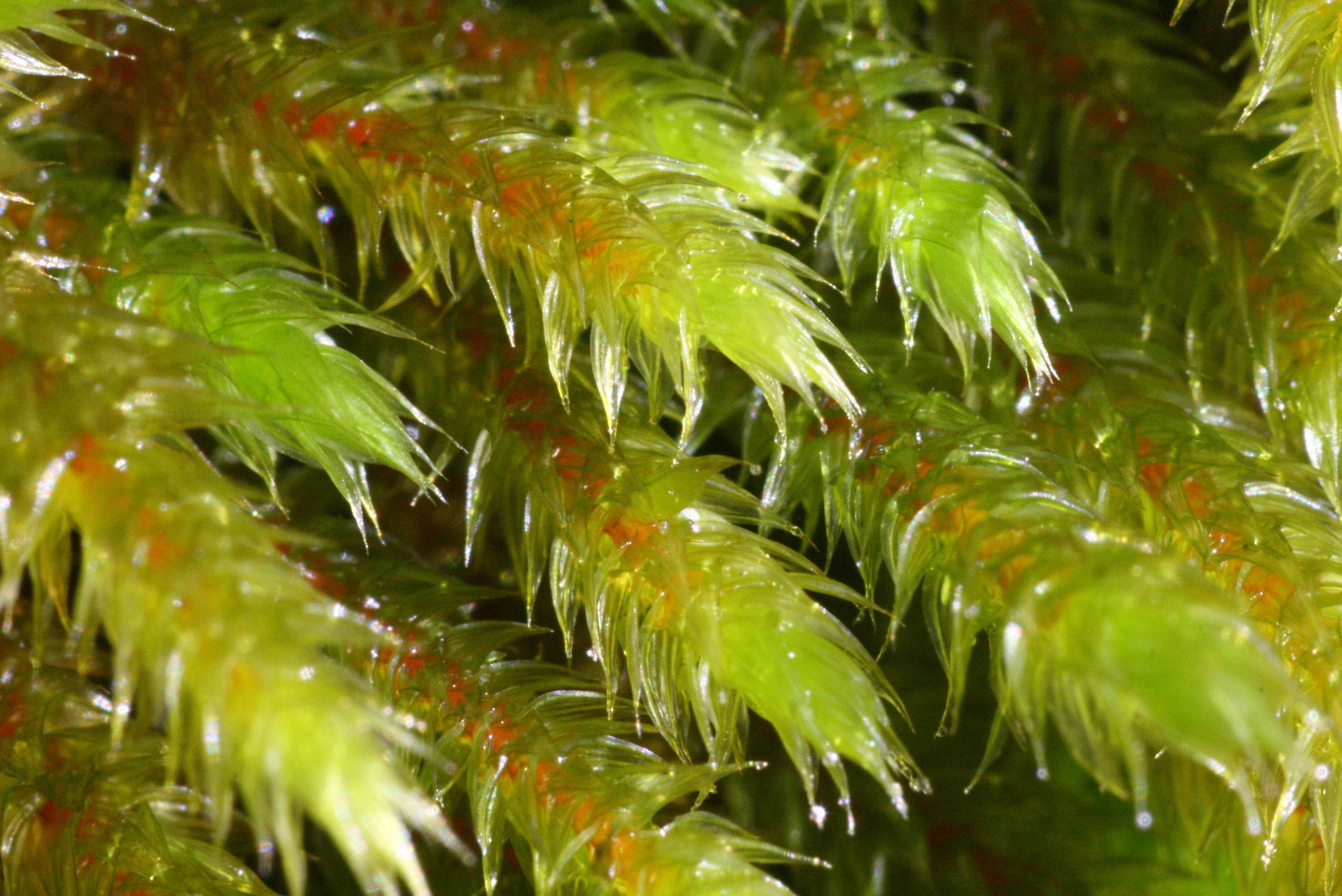
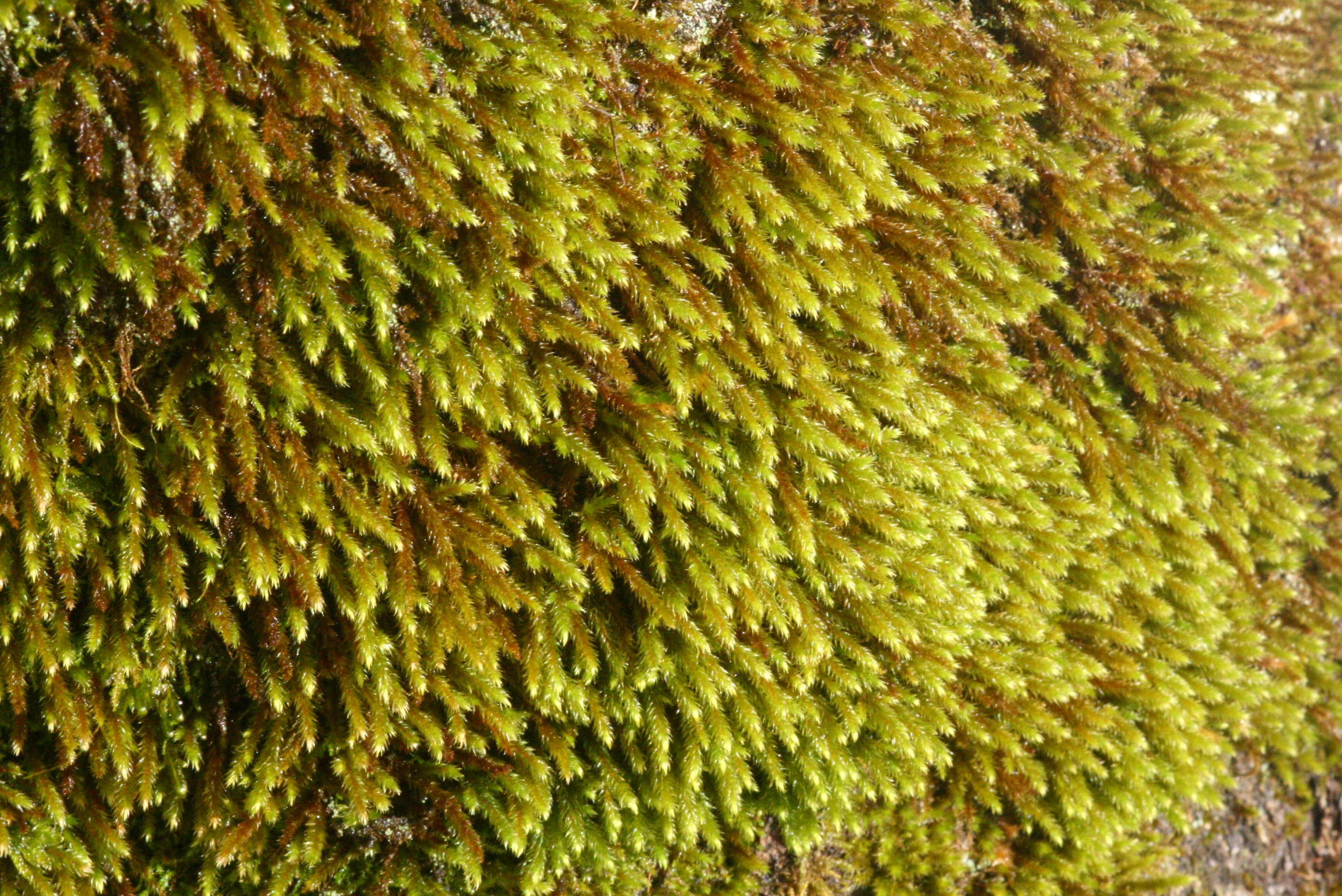

## Dottertaxa tillLeucodon, i alfabetisk ordning[1][2]
- Leucodon alpinus
- Leucodon andrewsianus
- Leucodon angustiretis
- Leucodon assimilis
- Leucodon atrovirens
- Leucodon brachypus
- Leucodon canariensis
- Leucodon coreensis
- Leucodon cryptotheca
- Leucodon curvirostris
- Leucodon denticulatus
- Leucodon dracaenae
- Leucodon exaltatus
- Leucodon felipponei
- Leucodon flagellaris
- Leucodon flagelliformis
- Leucodon formosanus
- Leucodon giganteus
- Leucodon immersus
- Leucodon jaegerinaceus
- Leucodon julaceus
- Leucodon laxifolius
- Leucodon luteus
- Leucodon morrisonensis
- Leucodon nipponicus
- Leucodon pendulus
- Leucodon radicalis
- Leucodon rutenbergii
- Leucodon sapporensis
- Leucodon sciuroides
- Leucodon secundus
- Leucodon sinensis
- Leucodon sohayakiensis
- Leucodon sphaerocarpus
- Leucodon subgracilis
- Leucodon subulatus
- Leucodon temperatus
- Leucodon tibeticus
- Leucodon treleasei